# وينفريد غرين
وينفريد غرين (بالإنجليزية: Winifred Green)‏ هي مدافعة عن الحقوق المدنية أمريكية، ولدت في 1937، وتوفيت في 6 فبراير 2016.